# Gabriel Wikström
Per Johan Gabriel Wikström (né le 21 février 1985 à Skinnskatteberg) est un homme politique suédois, membre des Sociaux-démocrates.

## Biographie
Il est ministre de la Santé publique, des Soins et des Sports du gouvernement Löfven de 2014 à 2017.